# Barnidipina
La  barnidipina  è un principio attivo di indicazione specifica contro l'ipertensione, appartenente alla classe dei calcio-antagonisti diidropiridinici, che si caratterizza per l'elevata lipofilia e la lunga durata d'azione. In commercio si trova spesso sotto forma di sale cloridrato. In Italia il farmaco è venduto, tra le altre, dalla società Italfarmaco con il nome commerciale Vasexten, dalla società farmaceutica Sigma-Tau con il nome commerciale Libradin e dalla società farmaceutica Astellas Pharma con il nome commerciale Osipine.

## Farmacodinamica
Barnidipina è un isomero S,S puro, un calcio-antagonista lipofilo 1,4-diidropiridinico, il quale, come altri composti della classe, mostra un'elevata affinità con i canali del calcio, in particolare con i canali lenti tipo L, delle cellule muscolari lisce presenti nella parete vasale. I farmaci bloccanti dei canali del calcio hanno la caratteristica di interferire con la corrente di ioni calcio verso l'interno delle cellule attraverso i canali lenti della membrana plasmatica.
La riduzione delle resistenze vascolari periferiche causata dal legame della barnidipina con i propri recettori (in particolare con la subunità α1 del canale del calcio lento di tipo L) provoca una riduzione della pressione arteriosa. L'effetto antipertensivo determinato dal farmaco persiste per un periodo di almeno 24 ore. L'impiego della barnidipina nel trattamento cronico non sembra determinare un incremento della frequenza cardiaca di base (tachicardia riflessa).
In studi eseguiti sui ratti, maiali e cani barnidipina dopo somministrazione intrarteriosa ha dimostrato di incrementare il flusso sanguigno coronarico.
Pur in mancanza di studi specifici sull'impatto del farmaco sulla morbidità e mortalità cardiovascolare, è presumibile che, in analogia con quanto emerso da alcuni studi controllati basati su altre diidropiridine a lunga durata d'azione, anche il trattamento con barnidipina possa avere benefici effetti nei soggetti affetti da problematiche cardiovascolari, in particolare nel soggetto anziano.
Barnidipina avrebbe un effetto neutrale sul profilo lipidico, sui livelli delle apolipoproteine, e non influenzerebbe l'omeostasi del glucosio, così come le concentrazioni dei principali elettroliti sierici.

## Farmacocinetica
Dopo somministrazione orale barnidipina viene assorbita dal tratto gastrointestinale e si distribuisce rapidamente nei tessuti biologici. La concentrazione plasmatica massima (Cmax) viene raggiunta dopo circa 6 ore dalla assunzione orale. Le concentrazioni plasmatiche del farmaco possono variare notevolmente da soggetto a soggetto. La biodisponibilità assoluta del farmaco è bassa, pari all'1,1%.

Barnidipina si lega per il 30% circa ai globuli rossi umani e in misura elevata (89-95%) alle proteine plasmatiche. Il legame con queste ultime è principalmente con la albumina sierica, la alfa1 glicoproteina acida e le lipoproteine ad alta densità. Nell'organismo umano barnidipina viene metabolizzata a livello epatico in alcuni metaboliti farmacologicamente inattivi.Le principali reazioni sono la N-debenzilizzazione della catena laterale, l'idrolisi dell'estere della pirrolidina, l'ossidazione dell'anello dell'1,4-diidropiridina, l'idrolisi del metilestere, la riduzione del nitrogruppo e infine la coniugazione con acido glucuronico. Il metabolismo del farmaco coinvolge principalmente la famiglia degli isoenzimi CYP3A.
Barnidipina e i suoi metaboliti vengono eliminati soprattutto con le feci (60% circa), e per via urinaria (40% circa).
I livelli plasmatici di barnidipina nei soggetti con insufficienza renale lieve (clearance della creatinina 50-80 ml/min) o moderata (clearance della creatinina 30-50 ml/min) sono in media doppi rispetto ai soggetti sani.

## Usi clinici
Il farmaco è autorizzato per il trattamento dell'ipertensione arteriosa essenziale, da lieve a moderata con un ottimo profilo di sicurezza, sia nel paziente giovane sia nell'anziano. Viene anche utilizzato in cardiologia per il trattamento dell'insufficienza cardiaca e di alcune forme di angina pectoris.

## Effetti indesiderati
In corso di trattamento alcuni degli effetti indesiderati più comuni sono: cefalea, edema periferico, capogiro e vertigini, dolore addominale, nausea, impotenza, vomito, febbre, ipoglicemia, affaticamento, ipotensione, broncospasmo, rash, mialgia, dispnea, ansia, palpitazioni e dolore toracico, vampate di calore.

I sintomi sopra citati tendono a ridursi e talvoltra a scomparire completamente nel corso del trattamento. In particolare uno degli effetti collaterali più comuni, l'edema periferico, tende a scomparire entro un mese, le vampate di calore, la cefalea e le palpitazioni entro le due settimane.

In rare occasioni si possono verificare aumenti transitori e reversibili di AST e ALT e talvolta della fosfatasi alcalina.

## Controindicazioni
Il farmaco non deve essere assunto da soggetti con ipersensibilità nota al principio attivo oppure ad altre diidropiridine. Altre controindicazioni sono rappresentate dalla insufficienza epatica, dalla insufficienza renale grave (clearance della creatinina inferiore a 10 ml/min), dalla angina pectoris instabile dall'infarto miocardico acuto recente (prime 4 settimane), dall'insufficienza cardiaca non trattata, dallo shock cardiogeno e dalla stenosi aortica.
Poiché il metabolismo di barnidipina vede il coinvolgimento degli isoenzimi della famiglia CYP3A, si deve evitare di somministrare in concomitanza al calcio antagonista inibitori noti del CYP3A4, come ad esempio antiproteasici (ritonavir, saquinavir), ketoconazolo, itraconazolo, eritromicina e claritromicina.

## Dosi terapeutiche
Nel paziente adulto generalmente la dose iniziale raccomandata è di 10 mg una volta al giorno, preferibilmente al mattino. Trascorso un adeguato periodo di tempo, solitamente almeno 3-6 settimane, a seconda della risposta individuale e in base al giudizio clinico del curante, il dosaggio può essere aumentata a 20 mg, sempre una volta al giorno.

## Sovradosaggio
In caso di intossicazione acuta si può verificare nausea e vomito, ipotensione arteriosa, iperglicemia, bradicardia sinusale, prolungamento della conduzione AV, blocco AV di II e III grado, confusione mentale e, raramente, convulsioni.

La lavanda gastrica, se indicata, deve essere eseguita il più presto possibile. Si procede quindi con il consueto trattamento sintomatico e di supporto e il monitoraggio continuo dell'ECG. In alcuni casi può essere necessario praticare un'iniezione endovenosa di calcio (alla dose di 0,2 ml/kg di peso corporeo).

## Interazioni
- Miorilassanti (eperisone, metocarbamolo, tolperisone): la contemporanea somministrazione di barnidipina e queste molecole può determinare un potenziamento dell'effetto antiipertensivo del calcio antagonista.